# Grindgroeve Savelsbos

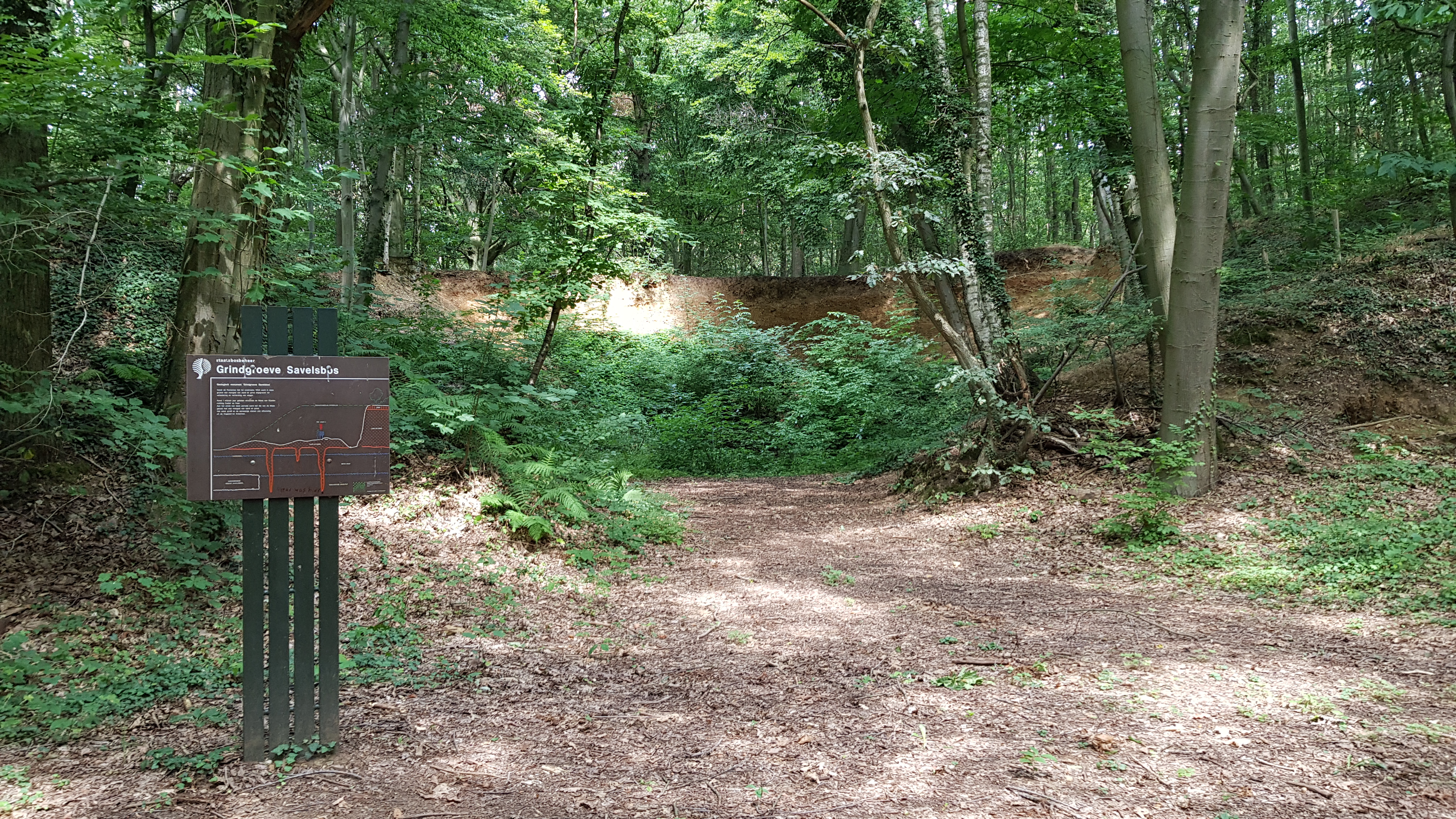
Grindgroeve Savelsbos

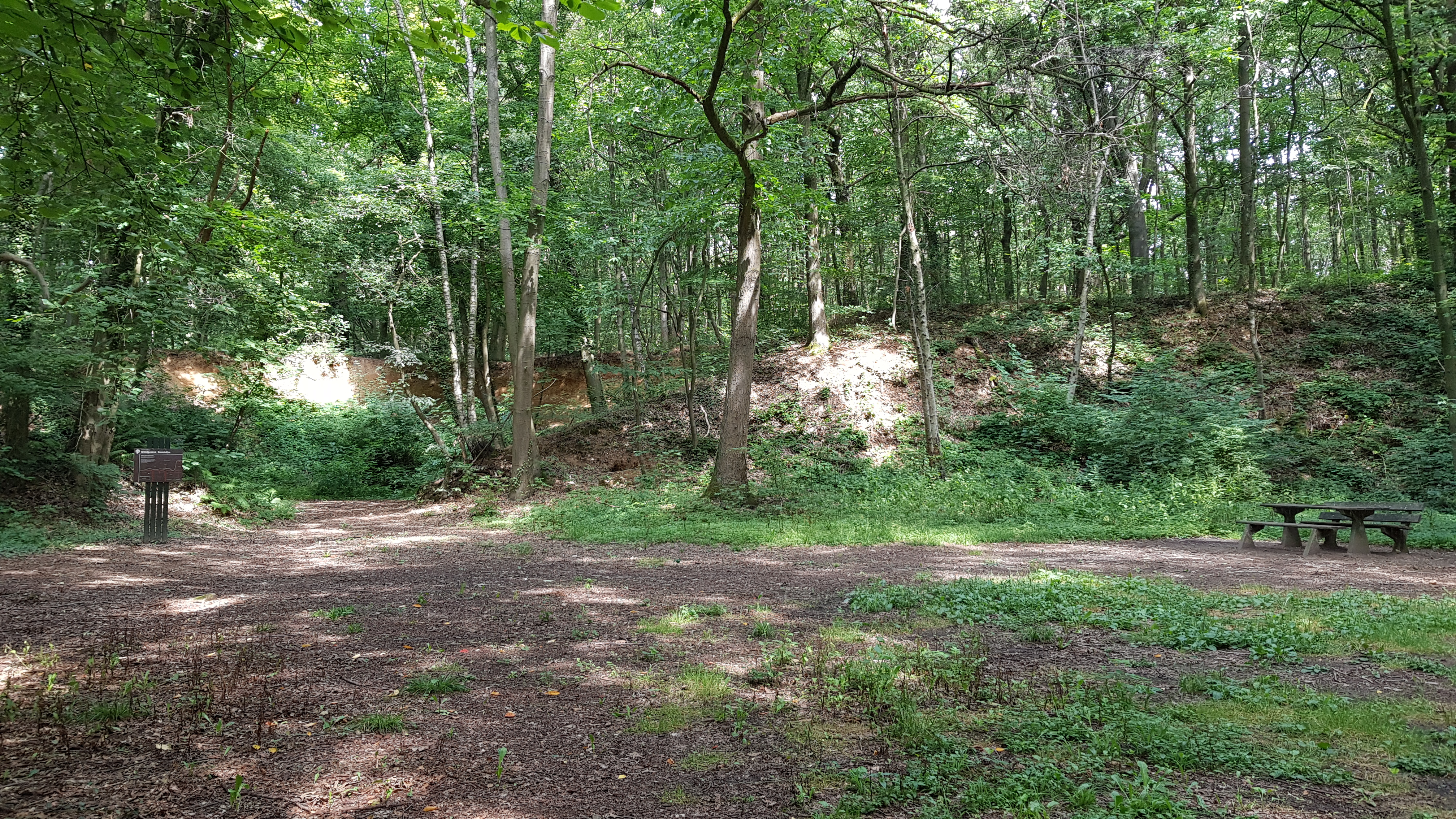
Grindgroeve Savelsbos

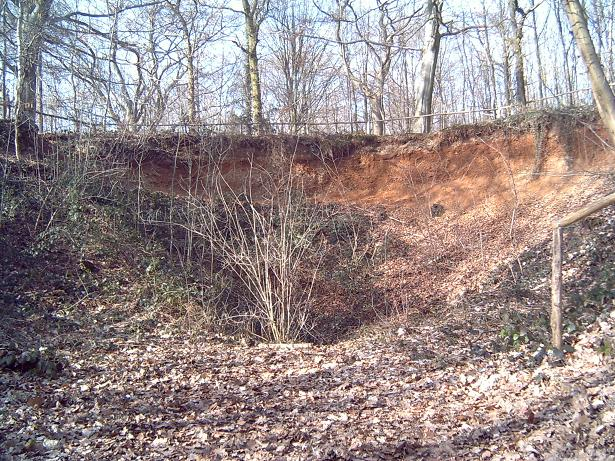

De Grindgroeve Savelsbos is een groeve en geologisch monument in Nederlands Zuid-Limburg in de gemeente Eijsden-Margraten. De dagbouwgroeve ligt ten zuidoosten van Gronsveld aan de Savelsweg in het Savelsbos. De groeve ligt aan de westelijke rand van het Plateau van Margraten in de overgang naar het Maasdal. Ter plaatse duikt het plateau een aantal meter steil naar beneden.
Op ongeveer 50 meter naar het zuidwesten ligt de Savelsberggroeve, een ondergrondse kalksteengroeve. Op ongeveer 125 meter naar het zuiden ligt de Groeve de Groete Erd.

## Geschiedenis
Sinds de Romeinse tijd tot rond 1950 werd de bovengrondse grindgroeve ontgonnen voor zand en grind om daarmee wegen te verharden.
Sinds 1953 is het Savelsbos inclusief het gebied van deze groeve in beheer van Staatsbosbeheer. Staatsbosbeheer heeft de grindgroeve ingericht als recreatieplek.

## Geologie
Voordat de Maas westelijker ging stroomde, stroomde deze meer naar het oosten als de Oostmaas. Door kanteling en opheffing van het gebied, verlegde ze haar loop meer naar het westen, aangeduid als de Westmaas. In de periode van 1 tot 0,8 miljoen jaar geleden stroomde de Maas vanuit de Ardennen via Eijsden richting Cadier en Keer en noordelijker. In die periode werd in het toenmalige Maasdal in grote delen van het westelijk en noordwestelijk deel van Zuid-Limburg een dik pakket van grof grind, zand en stenen afgezet.
Een van de plekken waar een dik pakket aan Maasgrind door de Maas werd achtergelaten is ter plaatse van deze grindgroeve in het Savelsbos. Deze zand- en grindafzettingen van de Maas behoren tot het Laagpakket van St. Geertruid uit de Formatie van Beegden.
De door de Maas achtergelaten gesteenten komen voor het merendeel uit de Ardennen, maar ook uit Noord-Frankrijk en de Vogezen. Grote blokken komen regelmatig voor in het grindpakket en komen vooral uit de Ardennen. Ze werden ingevroren in ijsschotsen noordwaarts naar hier getransporteerd. Vier van deze blokken uit de grindgroeve liggen aan het kruispunt ten zuidoosten van de grindgroeve en het zijn dichte Ardennen-kwartsieten en zandstenen.
Onder het Laagpakket van St. Geertruid bevindt zich in de ondergrond van de grindgroeve de Kalksteen van Emael, met aan de ondergrens hiervan de Horizont van Romontbos en vervolgens de Kalksteen van Schiepersberg.